# Marina Tabassum
Marina Tabassum (Daca, 1968) es una arquitecta bangladesí. Es titular de la oficina que lleva su nombre (MTA). En 2016, ganó el Premio Aga Khan de Arquitectura por el diseño de la mezquita Bait-ur-Rouf en Daca, Bangladés.

## Primeros años y educación
Tabassum nació en Daca, Bangladés, hija de un oncólogo. Su familia migró a Daca desde la India durante la partición de Bengal en 1947. Concurrió a la Escuela para niñas de la Santa Cruz donde cursó su educación primaria y secundaria. Luego estudió arquitectura en la Universidad de Ingeniería y Tecnología de Bangladés, donde se graduó en 1994.

## Carrera
En 1995 Tabassum fundó URBANA, una oficina de arquitectura con base en Daca, Bangladés, junto a Kashef Chowdhury.
En 1997, con solo dos años de práctica, la oficina ganó una prestigiosa competición nacional por el diseño del Monumento a la Independencia Bangladeshi y el Museo de la Guerra de Liberación. Las obras fueron de muy lenta ejecución, se iniciaron en 1999 y concluyeron en 2007. Sin embargo el conjunto no fue inaugurado hasta el 2013. Consiste en una gran plaza y plataforma semihundida, señalada por una torre de luz.
En 2005, Marina Tabassum disolvió su sociedad de diez años en URBANA para establecer su propia oficina (Marina Tabassum Arquitectos). MTA trabaja en la búsqueda de un lenguaje arquitectónico contemporáneo y a la vez arraigado a la región. En línea con esta búsqueda seleccionan cuidadosamente los proyectos en los que participan y los limitan a una pequeña cantidad por año.
Marina Tabassum es, desde 2005, profesora visitante en la Universidad de BRAC.
Es la directora del Programa Académico del Instituto Bengalí de Arquitectura, Paisajes y Asentamientos, desde 2015.
Dictó un Estudio Avanzado de Diseño como profesora visitante en la Universidad de Texas.
Tabassum dio conferencias y presentó sus trabajos e ideas sobre la arquitectura en varios y prestigiosos eventos internacionales de arquitectura. Curó exhibiciones y dirigió simposios de arquitectura en Daca, Bangladés.
Tabassum recibió el premio Ananya Shirshwa Dash en 2004. Ese mismo año, su proyecto Departamento-Pabellón en Daca, fue seleccionado para el Aga Khan Award.
Aunque fue en 2016 que ganó este premio, por el proyecto de la Mezquita Bait Ur Rouf en Daca, cuya obra había sido concluida en 2012.

## Obras
- Mezquita Bait Ur Rouf en Daca, 2012[3]
- Monumento a la Independencia Bangladesí y el Museo de la Guerra de Liberación, 1997-2013
- Departamento-Pabellón en Daca

## Premios y honores
- Aga Khan Award for Architecture (2016)
- Segundo lugar en el Concurso arquitectónico de Nishorgo.(2006)[10]
- Finalista del Premio Aga Khan por A5, un pabellón. (2004)[8]
- Anannya Top Ten Awards (2004)[4]
- Premio al Arquitecto del Año, por el vicepresidente Hindú Bhairon Singh Shekhawat (2001)